# 私とあなたのオープンな関係
『私とあなたのオープンな関係』（原題:Newness）は2017年に配信されたアメリカ合衆国の恋愛映画である。監督はドレイク・ドレマス、主演はニコラス・ホルトとライア・コスタが務めた。

## ストーリー
ロサンゼルス。薬剤師のマーティン・ハロックはしばしば出会い系アプリを使ってワンナイト・ラブを楽しんでいた。そんなある日、デートで不快な目に遭ったマーティンは別の女性（ガブリエラ）とマッチングすることにした。ガブリエラもマーティンと同じく、出会い系アプリをよく利用していた。2人はバーで話をしているうちに意気投合し、マーティンの自宅で性行為に及んだ。翌日、2人は正式に交際をスタートさせ、あっという間に同棲まで進んだ。
2人はマーティンの両親の家を訪ねることにした。マーティンの実家には、彼の別れた妻（ベサニー）の写真が多数残っており、かつてのガールフレンドと一緒に撮ったと思しき写真もあったその後、ガブリエラはマーティンの母親が認知症を患っていることを知らされた。帰宅後、ガブリエラは「何故母親が認知症であることを黙っていたのか」「あの女性は誰なのか」とマーティンを問い詰めた。マーティンは「詮索好きにもほどがある。僕と一緒に映っていた女の子は16歳で亡くなった妹だ」と苛立ちながら言った。2人はそのまま激しい口論になり、ガブリエラはマーティンの家から出ていった。翌日、ガブリエラが知人男性と一緒にパーティーに参加したところ、そこには女性を連れたマーティンの姿があった。2人はもっともらしいウソをつこうとしたが、結局断念し、不倫した事実をお互いに認めた。翌日、2人はカウンセリングを受けることにした。カウンセリングを受けた後、2人はオープンな関係を築こうと約束するのだった。
しかし、オープンになり過ぎたばかりに、2人の関係は却って危機的状況に陥るのだった。

## キャスト
- マーティン・ハロック -ニコラス・ホルト （吹替：神奈延年）
- ガブリエラ・シルヴァ（ガビ） -ライア・コスタ （吹替：白石涼子）
- ラリー・ベヘラーノ -ダニー・ヒューストン （吹替：金尾哲夫）
- ブレイク・ビーソン -コートニー・イートン （吹替：北西純子）
- ポール -マシュー・グレイ・ギュブラー （吹替：岡井カツノリ）
- ベサニー -ポム・クレメンティエフ （吹替：三瓶由布子）
- アーチー・ハロック -デヴィッド・セルビー （吹替：宮崎敦吉）
- ジーニー・ハロック -アマンダ・セラ
- ジョアン -ジェシカ・ヘンウィック （吹替：土井真理）
- ローランド -アルバート・ハモンド・Jr （吹替：兼政郁人）
- オーレン -ダニエル・ゾヴァット （吹替：稲垣拓哉）
- ロスっ子 -デヴィッド・エデルスタイン
- ブレット・ジャクソン -カイ・レノックス （吹替：山本善寿）
- エッシャー・ペレル 本人（吹替：天野真実）
- クイン -マヤ・ストヤン

## 製作・マーケティング
本作の主要撮影は2016年の秋に極秘で行われた。2017年1月25日、本作はサンダンス映画祭でプレミア上映された。6月14日、Netflixが本作の全世界配信権を獲得したと報じられた。10月3日、本作のオフィシャル・トレイラーが公開された。

## 評価
本作は批評家から好意的に評価されている。映画批評集積サイトのRotten Tomatoesには16件のレビューがあり、批評家支持率は69%、平均点は10点満点で6.33点となっている。また、Metacriticには8件のレビューがあり、加重平均値は50/100となっている。